# Нове Хони
Нове Хони (слч. Nové Hony) насељено је мјесто са административним статусом сеоске општине (слч. obec) у округу Лучењец, у Банскобистричком крају, Словачка Република.

## Становништво
| Година:    | 1994. | 2004.   | 2014.   | 2024.   |
| ---------- | ----- | ------- | ------- | ------- |
| Број људи: | 185   | 195     | 184     | 178     |
| Разлика:   |       | +5,40 % | -5,64 % | -3,26 % |

| Година:    | 2023. | 2024.   |
| ---------- | ----- | ------- |
| Број људи: | 182   | 178     |
| Разлика:   |       | -2,19 % |

Према подацима о броју становника из 2011. године насеље је имало 185 становника.